# Anomala affinis
Anomala affinis är en skalbaggsart som beskrevs av Ludwig Ganglbauer 1882. Anomala affinis ingår i släktet Anomala och familjen Rutelidae. Inga underarter finns listade i Catalogue of Life.